# Zeittafel Irak ab 1921
Die Zeittafel Irak ab 1921 bietet einen Überblick über die wichtigsten Ereignisse in der Geschichte des Irak seit dem Jahr 1921.

## Irakische Monarchie
- Um einen Hauptverbündeten aus dem Ersten Weltkrieg abzufinden, wandelt Großbritannien das Land formal in eine haschemitische Monarchie um. Faisal Ibn Hussein, der den arabischen Aufstand gegen das osmanische Reich angeführt hatte, wird am 23. August 1921 König des Irak.
- 1925 Erdöl-Konzession an die Turkish Petroleum Company (1929 umbenannt in Iraq Petroleum Company).
- 1926 Angliederung des erdölreichen Gebietes der Kurden um Mosul (siehe Mosul-Frage) an das Königreich Irak.
- 30. Juni 1930 der letzte der anglo-irakischen Verträge ebnet den Weg zur Unabhängigkeit.
- 1932: nach Ende des britischen Mandats Mesopotamien des Völkerbundes wird Irak konstitutionelle Monarchie. Der Irak wird, als erster arabischer Staat, Mitglied des Völkerbundes. Die Briten sichern sich aber eine wirtschaftliche (besonders beim Erdöl) und militärische Sonderstellung.
- 1933: Ghazi I. wird König.
- 1933: Das Massaker von Semile steht für die Vertreibung der assyrischen Christen
- 4. April 1939: König Ghazi stirbt bei einem Unfall, sein Cousin Abd ul-Ilah übernimmt die Regentschaft für Ghazis noch minderjährigen Sohn, Faisal.
- April 1941: Der mit dem Deutschen Reich sympathisierende Raschid Ali al-Gailani ergreift nach einem Militärputsch die Macht, wird aber von einmarschierenden Briten vertrieben, die Abd Al Ilah wieder einsetzen.
- 22. März 1945: Mitglied der neu gegründeten Arabischen Liga.
- häufige Regierungswechsel.
- 21. November 1945: Aufnahme des Irak in die UNO.
- 1948 Im Vertrag von Portsmouth wird der dominierende Einfluss der Briten im Irak für weitere zwanzig Jahre festgeschrieben. In Bagdad kommt es dagegen zu Aufständen.
- 14. Mai 1948 Ausrufung des Staates Israel. Truppen aus Syrien, Libanon, Jordanien, Irak und Ägypten intervenieren in Israel, werden zurückgeschlagen. 300.000 Juden fliehen nach Israel.
- 1952 die Regierung Nuri as-Saids wird vom Militär gestürzt.
- 1954 erneute Machtübernahme Nuri as-Saids, die Parteien werden aufgelöst.
- 1955 unterzeichnet der Irak den Bagdad-Pakt
- 14. Februar 1958: Gründung „Arabischen Föderation“ mit Jordanien (Gegengewicht zur Vereinigten Arabischen Republik)

## Republik Irak
- Am 14. Juli 1958 putschte die Armee gegen den 23 Jahre alten König Faisal II. Der Putsch wurde angeführt von dem damaligen Brigadegeneral Abd al-Karim Qasim und dem Oberst Abd as-Sallam Arif. Der König und seine Familie wurden umgebracht, der Premierminister Nuri as-Said und der Kronprinz Abdul-Ilah, die als Symbolfiguren der Bindung an Großbritannien galten, von der aufgebrachten Bagdader Bevölkerung gelyncht.
- Die Vereinigung mit Jordanien sowie die Monarchie wurden beendet und die Republik Irak gegründet. Dem Putsch folgten im Sommer 1958 zunächst sehr schnell einige soziale und demokratische Reformen: Es wurde eine neue Verfassung verabschiedet, Parteien und Gewerkschaften zugelassen. Allerdings kam es zu einem Machtkampf zwischen den beiden Putschisten. Qasim behielt die Oberhand, im September 1958 wurde Arif verhaftet. Qasim führte zunächst die Reformen fort (Landreform am 30. September 1958), herrschte in der Folge jedoch immer diktatorischer. Binnen kurzer Zeit wurde ein Militärregime errichtet.
- Außenpolitisch löste sich Irak von seinen westlichen Bindungen: Im März 1959 Austritt aus dem Bagdad-Pakt mit England, Abschluss eines Beistandspakt mit der Vereinigten Arabischen Republik, Unterstützung durch Sowjetunion.

### 1960er
- 1960 Zulassung politischer Parteien
- 14. September 1960 in Bagdad: Gründung der OPEC zusammen mit den Ländern Iran, Kuwait, Saudi-Arabien und Venezuela.
- 1961 wurden der britisch kontrollierten Iraq Petroleum Company (IPC) die Konzessionen entzogen. Irak erlangte die vollständige Unabhängigkeit.
- März 1961 Kurdenaufstand unter Mustafa Barsani
- Ende Juni 1961 Ansprüche auf das unabhängig gewordene Kuwait.

Flagge Iraks (1963–1991)

- Am 8. Februar 1963 putschte die Baath-Partei zusammen mit Arif. Qasim wurde exekutiert. Nachdem jedoch das Bestreben der Baath-Partei, die Staaten Syrien, Ägypten und Irak zu einer panarabischen Republik zu verschmelzen (aus dieser Zeit resultieren die drei Sterne in der Landesflagge), scheiterte, und in Führungskämpfe bei der Baath-Partei mündete, riss Arif die Macht ganz an sich: Er konnte die Armee auf seine Seite ziehen und beendete am 18. November 1963 die Herrschaft der Baath-Partei in einem neuerlichen Staatsstreich.
- 13. April 1966 Abd ar-Rahman Arif übernimmt die Regierung.
- 5. Juni 1967 Beteiligung am Sechstagekrieg an der Seite Ägyptens
- 17. Juli 1968 Putsch General Ahmed Hasan Al-Bakrs; die Baath-Partei erringt die Macht

### 1970er
- März 1970 neuer Waffenstillstandsvertrag mit Kurden
- Anfang 1972 Kurdenunruhen mit Unterstützung des Iran
- April 1972 Freundschaftsvertrag mit Sowjetunion
- Juni 1972 Die irakische Ölgesellschaft, bis dahin im Eigentum britischer, französischer und US-amerikanischer Konzerne sowie der Gulbenkian-Stiftung, wird verstaatlicht.
- März 1974 Kurdenkrieg
- 6. März 1975 Grenzabkommen mit dem Iran (Schatt al-Arab)
- 13. März 1975 Waffenstillstandsvertrag mit Kurden.
- 15. Juli 1979 Rücktritt Ahmed Hasan Al-Bakrs. Saddam Hussein übernimmt die Führung

### 1980–1988: Iranisch-Irakischer Krieg (Erster Golfkrieg)
- 22. September 1980 Beginn des iranisch-irakischen Krieges (Erster Golfkrieg)
- 7. Juli 1981 Zerstörung des im Bau befindlichen irakischen Kernkraftwerks Osirak durch israelische Bomber
- Ab 1983 verstärkte Flottenpräsenz der USA im Persischen Golf. Irak wird durch Kuwait, Saudi-Arabien und die Golfstaaten gegen Iran unterstützt
- Februar 1986 Die irakische Halbinsel Faw wird von iranischen Truppen besetzt.
- 16. März 1988. Saddam Hussein lässt die kurdische Stadt Halabdscha im Giftgasangriff auf Halabdscha mit Giftgas bombardieren.
- 20. August 1988 Ende des irakisch-iranischen Kriegs. (250.000 Tote auf irakischer Seite)
- September 1988 Feldzug Saddam Husseins gegen Kurden, die den Iran unterstützt hatten; unter dem Einsatz chemischer Waffen (Giftgas) sterben zehntausende. Die USA stellen den Iran als Verursacher dar.

### Zweiter Golfkrieg und weitere Krisen danach
- 2. August 1990 Besetzung Kuwaits, das von Saddam Hussein zur 19. irakischen Provinz erklärt wird.
- 17. Januar 1991 Zweiter Golfkrieg gegen Irak unter Führung der USA.
- 27. Februar 1991 Die Alliierten erklären Kuwait für befreit und verkünden einseitig einen Waffenstillstand.
- März 1991 Aufstände der Schiiten und der Kurden gegen Präsident Hussein. Flugverbote für irakische Maschinen zum Schutz von Schiiten und Kurden in Zonen südlich des 32. Breitengrades beziehungsweise nördlich des 36. Breitengrades werden erlassen.

Die Flugverbotszonen werden weder von UN noch Irak anerkannt. Die Zerstörung aller Massenvernichtungswaffen unter Kontrolle der UN wird angeordnet.
- April 1991 Abschuss von Kampfflugzeugen durch US-amerikanische Luftwaffe
- Mai 1991 Gründung einer UN-Kommission für Abrüstung des Irak (UNSCOM).
- Oktober 1991 Beschluss des Weltsicherheitsrates, die Rüstungsprogramme einer ständigen internationalen Aufsicht zu unterstellen
- Oktober 1992 Proklamation eines kurdischen Teilstaats durch die Kurden.
- November 1992 Türkische Militäroperationen gegen die PKK im Nordirak.
- Januar 1993 Raketenstationierung in den Schutzzonen, erneute Übergriffe auf Kuwait lösen Militärschläge der Alliierten aus.
- 27. Juni 1993 USA-Raketenangriffe auf Bagdad mit zivilen Opfern
- September 1993 Ahmed Hussein Al-Khodair Regierungschef.
- Mai 1994 Absetzung Hussein Al-Khodairs, Saddam Hussein wieder selbst Regierungschef
- November 1994 Anerkennung der Souveränität Kuwaits
- 1995 Niederschlagung einer Militärrebellion gegen Hussein
- 23. Februar 1996 Hinrichtung der Schwiegersöhne Saddam Husseins
- Mai 1996 Beginn des oil-for-food-Programms
- Juli 1996 Verträge über Erdgas kommen trotz Embargo mit der Türkei zustande.
- September 1996 Übergriffe auf die kurdische Schutzzone lösen Raketenangriffe der USA aus.

#### 1997
- Juni 1997 Der Weltsicherheitsrat plant Verschärfung der wirtschaftlichen Sanktionen, solange keine UN-Inspektionen irakischer Militäranlagen möglich sind.
- August 1997 Wiederaufnahme diplomatischer Beziehungen zu Syrien
- 29. September 1997 Übergriffe iranischer Flugzeuge auf irakisches Gebiet.
- 29. Oktober 1997 Nachdem US-Mitglieder wegen Spionageaktivität der UNSCOM des Landes verwiesen werden, verlassen alle UNSCOM Mitarbeiter den Irak.
- 4. November 1997 Einlenken nach der Androhung von UN-Militäraktionen
- 21. November 1997 Rückkehr der UN-Inspekteure
- 23. November 1997 Verweigerung der Zutritts der UN-Inspekteure zu den Palästen Saddam Husseins
- 26. November 1997 Einlenken und Einladung in die Paläste
- 27. November 1997 Der Zutritt wird auf „Experten und Diplomaten“ des UN-Sicherheitsrats beschränkt

#### 1998
- Anfang Januar 1998 Treffen zwischen Außenministern des Iran und des Irak in Teheran
- 14. Januar 1998 Stationierung zweier US-Flugzeugträger im Persischen Golf
- 17. Januar 1998 Attentat in Amman auf irakische Diplomaten
- 23. Februar 1998 Unterzeichnung eines Abkommens zur Beilegung des Irak-Konflikts durch Kofi Annan und Tariq Aziz in Bagdad
- 26. März 1998 Inspektion von acht Palästen
- 30. Juni 1998 Abschuss einer irakischen Stellung durch US-Rakete
- 17. Juli 1998 Vertrag mit Syrien über Erdöllieferungen
- 28. Oktober 1998 Feststellung von Spuren von Nervenkampfstoffen an irakischer Rakete
- 31. Oktober 1998 Die UNSCOM-Aktivitäten werden vom Irak beendet. UN-Mitarbeiter verlassen das Land. Verstärkung der US-Truppen in der Golfregion
- 14. November 1998 Einlenken Husseins; UN-Inspektoren setzen Kontrollen fort.
- 16. Dezember 1998 US-Luftangriffe („Operation Desert Fox“) mit britischer Unterstützung. Einspruch Frankreichs, Chinas und Russlands
- 17. Dezember 1998 zweite US-Angriffswelle
- 20. Dezember 1998 Clinton beendet „Operation Desert Fox“; Hussein erklärt den Irak zum Sieger
- 28. Dezember 1998 US-Luftangriffe auf militärische Stellungen

#### 1999
- 5. Januar 1999 US-Maschinen beschießen irakische Kampfflugzeuge
- 9. Januar 1999 Ägypten und Saudi-Arabien erklären sich gegen Saddam Hussein
- 10. Januar 1999 Aufforderung der irakischen Nationalversammlung an die irakische Regierung, UN-Sanktionen zu ignorieren. Großbritannien droht mit neuen Angriffen.
- 13. Januar 1999 Vorschlag Frankreichs, die Sanktionen zu lockern, sofern Waffenkontrollen wieder erlaubt werden. US-Luftangriffe. Der Waffeninspektor Scott Ritter bezichtigt den Leiter der UNSCOM der Spionage für die USA.
- 24. Januar 1999 Die Arabische Liga fordert den Irak zur Zusammenarbeit mit dem Sicherheitsrat auf
- 25. Januar 1999 Schwere US-Luftangriffe, auch zivile Opfer
- 26. Januar 1999 Clinton verstärkt militärischen Druck. Hussein schwört Rache für getötete Zivilisten.
- 10. Februar 1999 US-Luftangriffe auf Flugabwehrstellungen.
- 19. Februar 1999 Nach Attentat auf Schiitenführer Ayatollah Muhammad Muhammad Sadiq as-Sadr schiitische Demonstrationen gegen Hussein.
- 28. Februar 1999 US-Luftangriffe
- 25. Mai 1999 Treffen der US-Außenministerin Madeleine Albright mit Vertretern irakischer Oppositionsgruppen in Washington
- 16. Dezember 1999 Absage des geplanten Papstbesuchs durch Bagdad
- 17. Dezember 1999 Einrichtung der neuen Inspektionskommission UNMOVIC unter Hans Blix

#### 2000
- 2000 US- und britische Luftangriffe weitergeführt, internationale Proteste.
- 1. August 2000 Die Wiederöffnung der Bahnverbindung von Mossul nach Aleppo, (Syrien) verbessert die bilateralen Beziehungen.
- 18. September 2000 Gesetz gegen Kritiker: Kritik an Saddam Hussein wird mit Abschneiden der Zunge geahndet.
- 28. September 2000 OPEC-Gipfel in Caracas unter irakischer Beteiligung
- 13. Oktober 2000 Erster Besuch eines iranischen Außenminister seit 1990.
- 30. November 2000 Vorwürfe von Amnesty International wegen schwerer Menschenrechtsverletzungen im Irak

#### 2001
- 17. Januar 2001 Beschluss der OPEC-Staaten, die Ölförderung um fünf Prozent zu reduzieren
- 21. Januar 2001 Einen Tag nach der Inaugurationsfeier von Präsident George W. Bush fliegen US-Kampfflugzeuge Angriffe gegen Ziele in der unmittelbaren Nähe von Bagdad, bei denen 3 Iraker ums Leben kommen.[1]
- 16. Februar 2001 US- und britische Luftangriffe auf irakische Radar- und Luftabwehrstellungen; Protest der arabischen Länder sowie Kritik Russlands, Chinas und Frankreichs.
- 5. September 2001 Ausweisung von fünf UN-Mitarbeitern des „Öl-für-Lebensmittel“-Programms
- 11. September 2001 Hussein begrüßt die Terrorangriffe gegen die USA: nun hätten „die amerikanischen Cowboys die Früchte ihrer Verbrechen gegen die Menschlichkeit geerntet“.
- 29. November 2001 Verlängerung des „Öl-für-Lebensmittel“-Programms um sechs Monate
- 20. Dezember 2001 Warnung Kofi Annans an die USA, den Krieg gegen den Terrorismus nicht auf den Irak auszuweiten

#### 2002
- 5. Februar 2002 Nachdem Präsident Bush Irak zum Mitglied der „Achse des Bösen“ erklärt, stimmt Saddam Hussein einem „Dialog ohne Vorbedingungen“ zu.
- 7. März 2002 Empfang einer irakischen Delegation durch Kofi Annan in New York
- 10. März 2002 Ausstellung von Schmuck der assyrischen Kultur in London durch irakische und britische Archäologen.
- 28. März 2002 Auf Gipfel der Arabischen Liga in Beirut werden weitere Angriffe auf Irak kritisiert, nachdem der Irak die „territoriale Integrität“ Kuwaits ausdrücklich anerkennt.
- 8. Dezember 2002 Übergabe einer 12000 Seiten umfassenden Dokumentation über die irakischen Waffensysteme an die UN.
- 27. Dezember 2002 US- und britische Flugzeuge greifen Ziele im südlichen Irak an.

### Dritter Golfkrieg und Besatzungszeit
- 5. Februar 2003 Colin Powell, Außenminister der USA, legt im UN-Sicherheitsrat fragwürdige Geheimdienstinformationen vor, die Verstöße des Iraks gegen die Resolution 1441 des Sicherheitsrates beweisen sollen.
- 20. März 2003 Der Irakkrieg beginnt mit gezielten Bombardements in Bagdad  durch einen Angriff der USA und Großbritanniens.
- 26. März 2003 Fallschirmjäger der 173. US-Luftlandebrigade eröffnen eine nördliche Front in den kurdischen Gebieten im Norden
- 7. April 2003 Die zweitgrößte Stadt Basra fällt an die Briten
- 9. April 2003 US-amerikanischen Streitkräfte nehmen die irakische Hauptstadt Bagdad ein
- 11. April 2003 Kurdische Kämpfer nehmen Kirkuk ein
- 14. April 2003 Mit dem Fall von Tikrit endet der Dritte Golfkrieg
- 2009 verlassen die ersten US-Soldaten den Irak.
- 2011 findet der komplette Abzug statt

Siehe auch: Irak-Konflikt, Besetzung des Irak 2003–2011